# Torpa missionskyrka
Torpa missionskyrka är en kyrkobyggnad i Hestra. Kyrkan tillhör Torpa missionsförsamling (Svenska Missionsförbundet) som numera är en del av Equmeniakyrkan.

## Orgel
Den nuvarande orgeln byggdes omkring 1970 av Grönlunds Orgelbyggeri, Gammelstad. Orgeln är mekanisk.
| Manual        | Pedal      | Koppel  |
| Gedackt 8'    | Subbas 16' | Man/Ped |
| Principal 4'  |            |         |
| Rörflöjt 4'   |            |         |
| Waldflöjt 2'  |            |         |
| Cymbel 2 chor |            |         |